# OpenJDK
OpenJDK (Open Java Development Kit) е свободна и с отворен код имплеметнация на Java SE. Това е резултат на усилията на Sun Microsystems, започнали през 2006 г. Платформата е с GNU General Public License (GNU GPL) лиценз с linking exception.
Компоненти
Проектът OpenJDK сесъстои от множество компоненти. Основно това са HotSpot (виртуална машина), Java Class Library и Java компилатора javac.
Браузърния плъгин (web browser plugin) и Java уеб старт, които са част от Oracle Java не са включени в OpenJDK. Sun преди време казват, че може да ги направят с отворен код, но нито Sun, нито Oracle са направили така. Единствените свободен плъгин и Уеб Старт имплементация, които са на разположение са тези, които са предлагани от IcedTea.